# Перша лінія (Метрополітен Тегу)
Перша лінія (Метрополітен Тегу) (кор. 대구 도시철도 1호선) — одна з ліній метрополітену в південнокорейському місті Тегу.

## Історія
Проект будівництва першої в місті лінії метро був затвержений у січні 1991 року, будівництво розпочалося 7 грудня того ж року. Початкова ділянка «Чангангно» — «Чінчхон» з 14 станцій була відкрита в 1997 році. Приблизно за півроку було відкрито ще 15 станцій, таким чином переважна більшість станцій була відкрита в 1997 - 1998 роках.

### Хронологія подальшого розвитку
- 2 травня 1998 — розширення лінії на схід на 15 станцій, ділянка «Чангангно» — «Ансін».
- 10 травня 2002 — відкрилась станція «Декок».
- 21 жовтня 2003 — відновлення руху після пожежі.
- 31 грудня 2003 — відкрилася після повної перебудови станція «Чангангно».
- 8 вересня 2016 — розширення лінії на південний захід на 2 станції, ділянка «Декок» — «Сольхва-Мьонгкок».

### Пожежа
Лінія стала сумно відомою не тільки у Кореї а і за межами країни через пожежу що сталася 18 лютого 2003 року. Через підпал вагону метро на станції «Чангангно» психічно хворою людиною, здійнялася сильна пожежа в якій загинуло 192 людини та ще 151 постраждали. Пожежа за декілька хвилин охопила всі шість вагонів потяга та перекинулася на потяг що прибув на протилежну колію. Пожежа повністю знищила два шестивагонних потяги та серйозно пошкодила станцію, внаслідок чого рух потягів на лінії повністю припинився майже на 8 місяців.

## Лінія
Маршрут лінії проходить з заходу на схід через центр міста. Рухомий склад складається з 204 вагонів, лінію обслуговують 34 шестивагонних потяги що живляться від повітряної контактної мережі. Весь рухомий склад лінії був поставлений в 1997 році до відкриття початкової ділянки. Спочатку на лінії працювало 36 потягів, але два потяги були повністю знищені під час пожежі у 2003 році. Подорож між кінцевими станціями займає приблизно 50 хвилин.

## Станції
Всі станції крім східної кінцевої «Ансін» побудовані з береговими платформами. Відкриті в 1990-х роках станції спочатку не були обладнані станційними дверима. З середини 2000-х почалася поетапна реконструкція станцій з встановленням скляних дверей відокремлюючих платформу від потяга. Роботи тривали до 20 травня 2017 року, після чого всі станції на лінії стали закритого типу. За для зручності орієнтування кожна станція має свій номер, перша цифра якого вказує на номер лінії.
Станції з заходу на схід.
| Перша лінія |                                         |                  |                                    |                                     |                                 |                                   |                   |
| № станції   | Назва українською                       | Назва корейською | Назва англійською                  | Розташування                        | Пересадка                       | Тип                               | Дата відкриття    |
| 115         | «Сольхва-Мьонгкок»                      | 설화명곡         | «Seolhwa–Myeonggok»                | Округ Дальсон, Тегу                 |                                 | Підземна з береговими платформами | 8 вересня 2016    |
| 116         | «Хвавон»                                | 화원             | «Hwawon»                           | Округ Дальсон, Тегу                 |                                 | Підземна з береговими платформами | 8 вересня 2016    |
| 117         | «Декок»                                 | 대곡             | «Daegok»                           | Район Дальсо, Тегу                  |                                 | Підземна з береговими платформами | 10 травня 2002    |
| 118         | «Чінчхон»                               | 진천             | «Jincheon»                         | Район Дальсо, Тегу                  |                                 | Підземна з береговими платформами | 26 листопада 1997 |
| 119         | «Вольбе»                                | 월배             | «Wolbae»                           | Район Дальсо, Тегу                  |                                 | Підземна з береговими платформами | 26 листопада 1997 |
| 120         | «Сангін»                                | 상인             | «Sangin»                           | Район Дальсо, Тегу                  |                                 | Підземна з береговими платформами | 26 листопада 1997 |
| 121         | «Вольчхон»                              | 월촌             | «Wolchon»                          | Район Дальсо, Тегу                  |                                 | Підземна з береговими платформами | 26 листопада 1997 |
| 122         | «Сонгхьон»                              | 송현             | «Songhyeon»                        | Район Дальсо, Тегу                  |                                 | Підземна з береговими платформами | 26 листопада 1997 |
| 123         | «Сонгдангмот»                           | 성당못           | «Seongdangmot»                     | На межі районів Нам та Дальсо, Тегу |                                 | Підземна з береговими платформами | 26 листопада 1997 |
| 124         | «Демьонг»                               | 대명             | «Daemyeong»                        | Район Нам, Тегу                     |                                 | Підземна з береговими платформами | 26 листопада 1997 |
| 125         | «Анчіранг»                              | 안지랑           | «Anjirang»                         | Район Нам, Тегу                     |                                 | Підземна з береговими платформами | 26 листопада 1997 |
| 126         | «Хьончунгно»                            | 현충로           | «Hyeonchungno»                     | Район Нам, Тегу                     |                                 | Підземна з береговими платформами | 26 листопада 1997 |
| 127         | «Йонгнамська університетська лікарня»   | 영대병원         | «Yeungnam University Hospital»     | Район Нам, Тегу                     |                                 | Підземна з береговими платформами | 26 листопада 1997 |
| 128         | «Національний педагогічний університет» | 교대             | «National University of Education» | Район Нам, Тегу                     |                                 | Підземна з береговими платформами | 26 листопада 1997 |
| 129         | «Мьонгдок»                              | 명덕             | «Myeongdeok»                       | Район Чун, Тегу                     | Третя лінія                     | Підземна з береговими платформами | 26 листопада 1997 |
| 130         | «Банвольданг»                           | 반월당           | «Banwoldang»                       | Район Чун, Тегу                     | Друга лінія                     | Підземна з береговими платформами | 26 листопада 1997 |
| 131         | «Чангангно»                             | 중앙로           | «Jungangno»                        | Район Чун, Тегу                     |                                 | Підземна з береговими платформами | 26 листопада 1997 |
| 132         | «Вокзал Тегу»                           | 대구역           | «Daegu station»                    | Район Бук, Тегу                     | Головний залізничний вокзал     | Підземна з береговими платформами | 2 травня 1998     |
| 133         | «Ринок Чхільсонг»                       | 칠성시장         | «Chilseong Market»                 | Район Бук, Тегу                     |                                 | Підземна з береговими платформами | 2 травня 1998     |
| 134         | «Сінчхон»                               | 신천             | «Sincheon»                         | Район Донг, Тегу                    |                                 | Підземна з береговими платформами | 2 травня 1998     |
| 135         | «Донгтегу»                              | 동대구           | «Dongdaegu»                        | Район Донг, Тегу                    | Залізничний вокзал Східний Тегу | Підземна з береговими платформами | 2 травня 1998     |
| 136         | «Адміністрація району Донг»             | 동구청           | «Dong-gu Office»                   | Район Донг, Тегу                    |                                 | Підземна з береговими платформами | 2 травня 1998     |
| 137         | «Аянгкьо»                               | 아양교           | «Ayanggyo»                         | Район Донг, Тегу                    |                                 | Підземна з береговими платформами | 2 травня 1998     |
| 138         | «Донгчхон»                              | 동촌             | «Dongchon»                         | Район Донг, Тегу                    |                                 | Підземна з береговими платформами | 2 травня 1998     |
| 139         | «Хеан»                                  | 해안             | «Haean»                            | Район Донг, Тегу                    |                                 | Підземна з береговими платформами | 2 травня 1998     |
| 140         | «Бангчхон»                              | 방촌             | «Bangchon»                         | Район Донг, Тегу                    |                                 | Підземна з береговими платформами | 2 травня 1998     |
| 141         | «Йонгкьо»                               | 용계             | «Yonggye»                          | Район Донг, Тегу                    |                                 | Підземна з береговими платформами | 2 травня 1998     |
| 142         | «Юльха»                                 | 율하             | «Yulha»                            | Район Донг, Тегу                    |                                 | Підземна з береговими платформами | 2 травня 1998     |
| 143         | «Сінкі»                                 | 신기             | «Singi»                            | Район Донг, Тегу                    |                                 | Підземна з береговими платформами | 2 травня 1998     |
| 144         | «Баняволь»                              | 반야월           | «Banyawol»                         | Район Донг, Тегу                    |                                 | Підземна з береговими платформами | 2 травня 1998     |
| 145         | «Гаксан»                                | 각산             | «Gaksan»                           | Район Донг, Тегу                    |                                 | Підземна з береговими платформами | 2 травня 1998     |
| 146         | «Ансім»                                 | 안심             | «Ansim»                            | Район Донг, Тегу                    |                                 | Підземна з острівною платформою   | 2 травня 1998     |

## Галерея

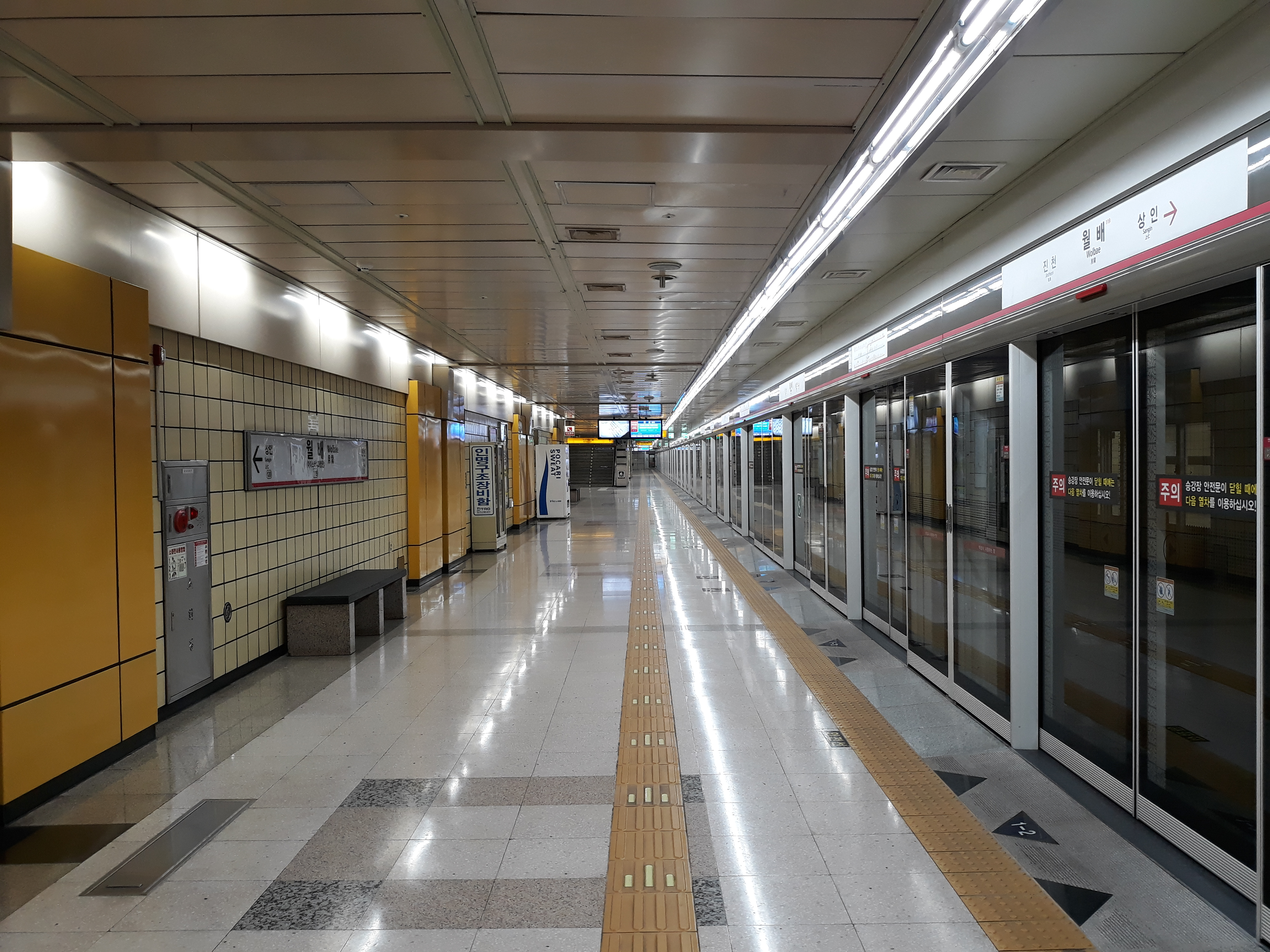
Станція «Вольбе» зі встановленими після реконструкції станційними дверима
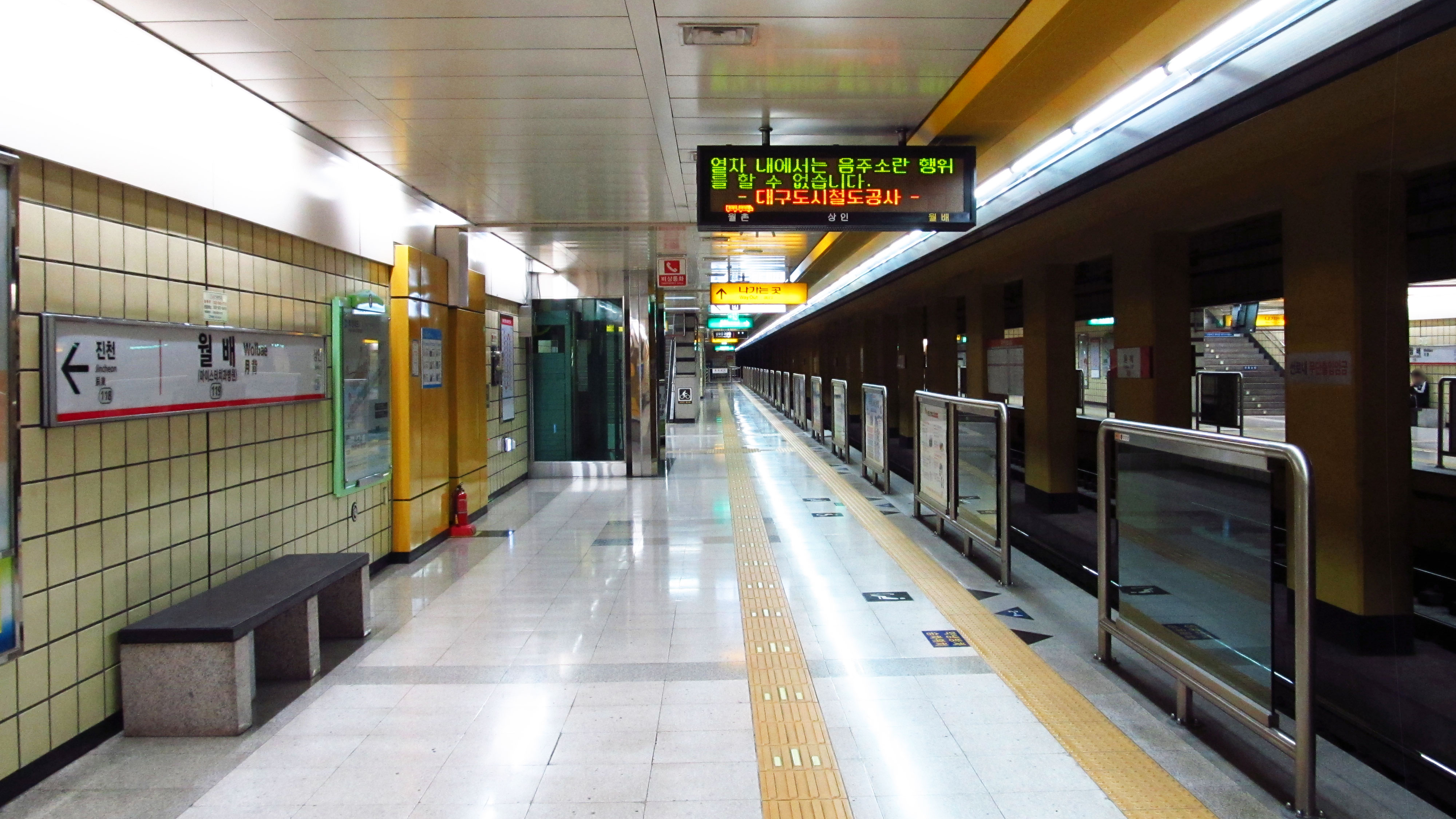
Станція «Вольбе» до реконструкції
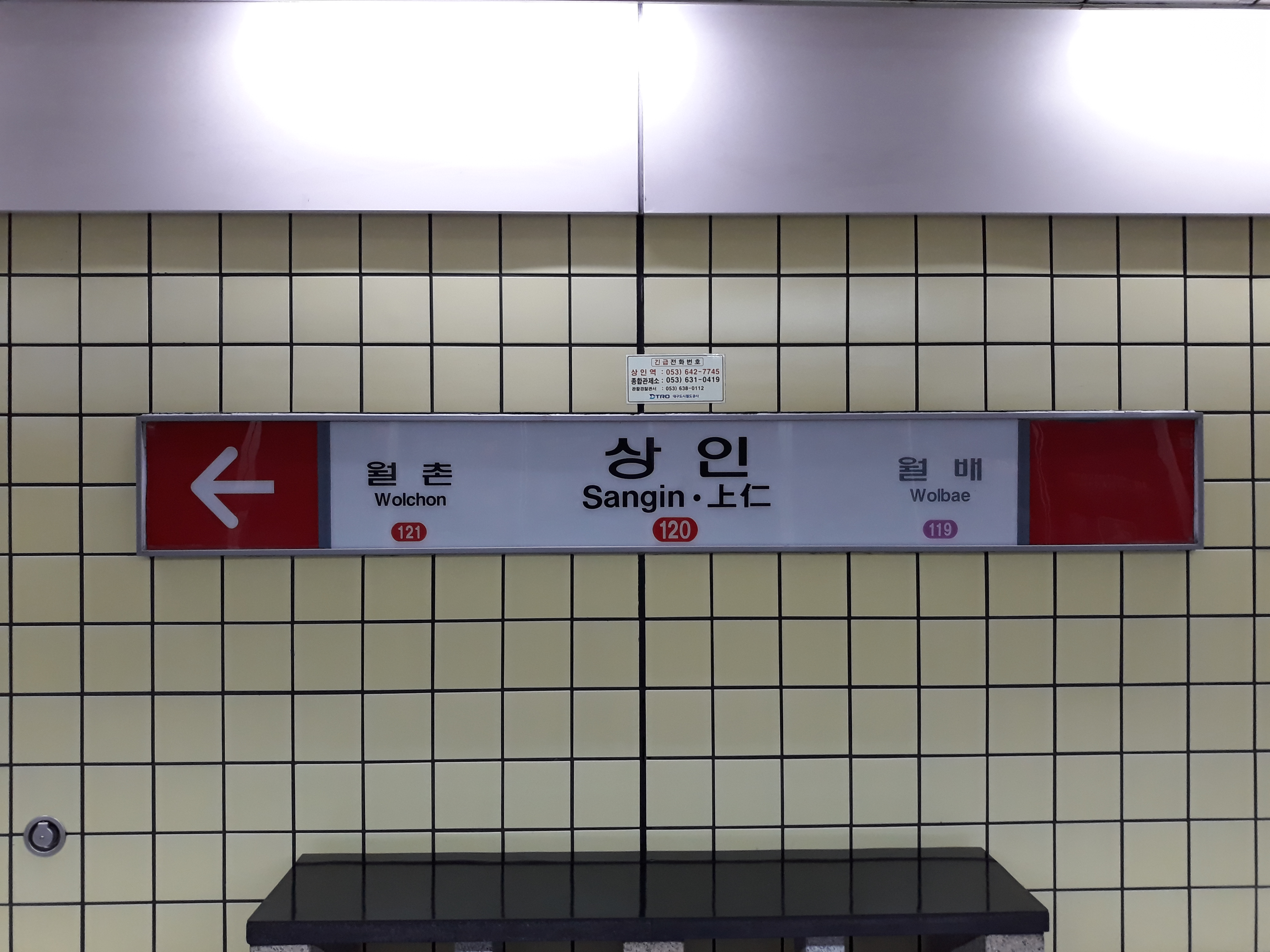
Назва станції «Сангін» на стіні